# Мейо, Алфред
Алфред Мейо (англ. Alfred Henry Mayo; 7 февраля 1847, Браунвилл, Мэн — 17 июля 1924) — американский старатель и торговец. Вместе со своими торговыми партнёрами Джеком Маккуэстеном и Артуром Харпером оказал существенное влияние на развитие бассейна реки Юкон как на территории штата Аляска, США, так и территории Юкон, Канада.
Часто упоминается как капитан Ал Мейо (англ. Captain Al Mayo).

## Биография
В раннем возрасте Алфред был очень худой и выступал в цирке профессиональным клоуном. Есть основания полагать, что он познакомился с Маккуэстеном ещё в Новой Англии. Известно также, что Мейо принадлежал к числу масонов.
В 1871 году Мейо вместе с Маккуэстеном и рядом других старателей из США отправился на поиски золота на север, в Канаду. Годом позже они занимались золотодобычей на реке Оминека в Британской Колумбии. Вместе с Артуром Харпером, Мейо был одним из первых старателей, которые использовали маршрут торговцев пушниной, чтобы добраться до бассейна реки Юкон и старого торгового поста компании Гудзонова залива, Форт-Юкон. В 1874 году Мейо отправился дальше вниз по течению до Сент-Майкла, где стал агентом Коммерческая компания Аляски.
В том же году Мейо основал торговый пост Танана, который проработал до 1884 года. В это время Мейо, Маккуэстен и Харпер были практически единственными старателями во всём бассейне Юкона. Положение изменилось в 1886 году, когда было открыто золото на реке Стьюарт, активно заработал перевал Чилкут. В 1888 году Мейо с партнёрами и другими старателями основали город Форти-Майл, первое поселение на территории Юкона. Через несколько лет он вернулся в Танана, а затем отправился дальше вниз по течению.
Примерно в это время партнёрство купило пароход Эда Шеффелина, миллионера из Аризоны, который изучал возможности добычи золота в бассейне реки Юкон и нашёл его бесперспективным. Пароход носил название New Racket, и Алфред Мейо стал его капитаном, получив своё прозвище.
В 1874 году вся тройка торговых партнёров нашли себе жён среди местных жителей. Избранницей Мейо стала 14-летняя Neehunilthonoth, дочь индейского вождя, проживающая в небольшой индейской деревне Nuklukayet. Сначала родители невесты сопротивлялись, но Мейо обещал заботиться о ней и о них. После свадьбы она получила имя Маргарет. У семейной четы было 11 детей, некоторые из которых получили имена в честь торговых партнёров Мейо и их жён. В основном дети получили образование за пределами Аляски.
Мейо единственный из троицы, кто остался жить на Аляске со своей женой и детьми. В 1897 году он поселился в Рампарте.

## Наследие
Именем Алфреда Мейо названа деревня в Юконе в 407 км к северу от Уайтхорса. Деревня, расположенная на слиянии рек Стьюарт и Мейо, первоначально была местом стоянки речных кораблей и носила название Мейо-Лендинг. Река также получила название в честь Мейо, такое имя реке дал геодезист Уильям Огилви. Кроме того, на территории Юкона есть озеро Мейо.